# 松山温泉 (山形県)
松山温泉（まつやまおんせん）は、山形県酒田市（旧出羽国、明治以降の旧羽前国）にある温泉。

## 泉質
- アルカリ性単純温泉
  - 源泉温度14℃

## 温泉街
最上川を見下ろす高台に、一軒宿の「松山温泉観音湯」が存在する。源泉は旅館から1,200m離れた場所にあり、引湯を行っている。
なお、旧松山町の中心部には「松山湯温泉」が存在する。泉質などは大きく異なるが、こちらも松山温泉に含める場合もある。

## 歴史
古くから鉱泉が湧出していた。この鉱泉は地元の人々が古くから飲泉目的で利用していた。
1988年（昭和63年）に鉱泉を利用した温泉宿が開業し、温泉地としての歴史がスタートした。温泉名の由来は温泉開湯時の行政区分が松山町であったことによる。

## アクセス
- JR陸羽西線 清川駅より北へ約1.5 km。タクシーで約5分。